# Asyndetus spinosus
Asyndetus spinosus är en tvåvingeart som beskrevs av Van Duzee 1925. Asyndetus spinosus ingår i släktet Asyndetus och familjen styltflugor.
Artens utbredningsområde är Baja California (Mexiko). Inga underarter finns listade i Catalogue of Life.